# Brock Chisholm
George Brock Chisholm CC CBE MC ED (Oakville, 18 de maio de 1896 – Victoria, 4 de fevereiro de 1971) foi um psiquiatra canadense, médico veterano da Primeira Guerra Mundial e o primeiro diretor-geral da Organização Mundial da Saúde (OMS).

## Biografia
Chisholm nasceu na cidade de Oakville, na província canadense de Ontário e formou-se em medicina, obtendo seu doutorado na Universidade de Toronto em 1924, antes de estagiar na Inglaterra, onde se especializou em psiquiatria e, posteriormente, em saúde mental infantil pela Universidade Yale.
Em 1946, Brock tornou-se secretário executivo da Comissão Interina da Organização Mundial da Saúde (OMS), com sede em Genebra, na Suíça. A OMS sucedeu à Organização de Saúde da Liga das Nações. Chishom foi um dos 16 especialistas internacionais consultados na redação da primeira constituição da agência. Ele recomendou o nome da OMS, com ênfase em "mundo". Ele definiu saúde para a OMS como "um estado de completo bem-estar físico, mental e social e não apenas a ausência de doença ou enfermidade". A Carta da OMS também estabeleceu que a saúde é um direito humano fundamental e que “a saúde de todos os povos é fundamental para a obtenção da paz e segurança”.
A OMS tornou-se um elemento permanente da ONU em abril de 1948, e Chisholm tornou-se o primeiro Diretor-Geral da agência por 46 votos a 2. Brock estava agora na única posição capaz de trazer ao mundo seus pontos de vista sobre a importância da saúde física e mental internacional. Recusando a reeleição, ocupou o cargo até 1953, sendo sucedido pelo brasileiro Marcolino Gomes Candau. Durante sua gestão, a OMS lidou com sucesso com uma epidemia de cólera no Egito, surtos de malária na Grécia e Sardenha e introduziu serviços de alerta de epidemias de ondas curtas para navios no mar.
Durante os anos de 1957 e 1958, presidiu a Federação Mundial de Saúde Mental.
Em fevereiro de 1971, Chisholm morreu aos 74 anos no na cidade canadense de Victoria, após uma série de derrames.